# 텍사스 살인마: 속편
텍사스 살인마: 속편(Texas Chainsaw Massacre: The Next Generation, The Return Of The Texas Chainsaw Massacre)은 미국에서 제작된 킴 헨켈 감독의 1995년 코미디, 공포, 스릴러 영화이다. 르네 젤위거 등이 주연으로 출연하였고 킴 헨켈 등이 제작에 참여하였다.
이 영화는 1995년 The Return of The Texas Chainsaw Massacre이라는 제목으로 상영되었다. 2년 뒤인 1997년 8월 29일 Texas Chainsaw Massacre: The Next Generation라는 제목으로 재편집되어 개봉하였다.

## 출연

### 주연
- 르네 젤위거
- 매튜 맥커너히

### 조연
- 로버트 잭스
- 토니 퍼렌스키
- 조 스티븐스
- 리사 마리 뉴마이어
- 존 해리슨

## 제작진
- 원조: 킴 헨켈
- 원조: 토브 후퍼
- 미술: 데보라 패스터
- 의상: 캐리 퍼킨스